# Бої в районі Матанікау
Бої в районі Матанікау у вересні і жовтні 1942 року, в деяких джерелах називаються Друга і третя битви біля Матанікау — два самостійних бойових зіткнення, що розглядаються як серія боїв, між морськими і сухопутними силами США та військами Імператорської Японії біля річки Матанікау на острові Гуадалканал під час Гуадалканальської кампанії. Ці бойові зіткнення, перше з яких мало місце з 23 по 27 вересня, а друге з 6 по 9 жовтня, були двома найбільшими битвами в районі річки Матанікау.

## Передумови
Район річки Матанікау на Гуадалканалі включає півострів, який носить назву мис Крус, поселення Кокумбона і ряд хребтів та ущелин, що йдуть вглиб острова від узбережжя. Японські війська використовували дану місцевість для перегрупування і наступальних дій проти американських сил на острові, для організації майбутніх наступів на оборонні позиції США, які захищали аеродром Гендерсон-філд, розташований біля мису Лунга на Гуадалканалі, як базу для захисту від атак Союзників японських військ на стоянках між мисом Крус і мисом Есперанс на заході Гуадалканала, а також для візуального нагляду і збору розвідувальних даних про активність Союзників в районі Гендерсон-філд.
В першому бою частини трьох батальйонів морської піхоти США під командуванням генерал-майора Александера Вандегріфта атакували скупчення японських військ в декількох точках в районі річки Матанікау. Морські піхотинці атакували з метою «зачистки» від відступаючих японських солдатів району Матанікау після недавньої битви за хребет Едсона, щоб припинити спроби японців використовувати район Матанікау як плацдарм для наступів на оборонні позиції морської піхоти на периметрі Лунга, а також розбити японські війська в цьому районі. Японські сили під командуванням генерал-майора Кіетаке Кавагуті відбили атака морської піхоти. Під час боїв три роти морської піхоти США були оточені японськими військами, понесли значні втрати, і з великими труднощами при підтримці есмінця ВМС США і десантного корабля, яким керували моряки берегової охорони США, залишили місце бою.
Під час другого бою двома тижнями пізніше значні сили морської піхоти США успішно перетнули річку Матанікау, атакували японські війська під командуванням новоприбулих генералів Масао Маруями і Юміо Насу, та нанесли важку поразку японському піхотному полку. Друга битва заставила японців відійти від своїх позицій на східній стороні Матанікау і завадило японським приготуванням до запланованого значного наступу на аеродром, яке було назначене на кінець 1942 року і закінчилось битвою за Гендерсон-філд.

## Положення перед боями
7 серпня 1942 року війська Союзників (в основному США) висадилися на островах Гуадалканал, Тулагі і Флоридських островах. Висадка Союзників була здійснена з метою перешкодити Японії використовувати острови як військові бази для загрози шляхам сполучення між США і Австралією. До того ж вона планувалась як відправна точка в кампанії з метою ізоляції основної японської бази в Рабаулі. Операція також надала підтримку Союзників в кампаніях на Новій Гвінеї. Висадка поклала початок шестимісячної кампанії на Гуадалканалі.
Несподівано для японських військ на світанку 8 серпня їх атакували війська Союзників, головним чином американська морська піхота, яка висадилася на Тулагі і найближчих невеликих островах, а також біля японського аеродрому поблизу мису Лунга на Гуадалканалі (пізніше добудованого та названого Гендерсон-філд). Вандегріфт розмістив 11 000 солдатів під своїм командуванням на Гуадалканалі в замкнутому периметрі навколо мису Лунга. 12 серпня аеродром отримав назву Гендерсон-філд на честь майора Лофтона Хендерсона, пілота морської піхоти, який загинув в битві за Мідвей. Літаки і пілотів, які стали базуватися на Гендерсон-філд, стали називати «ВПС Кактус» по кодовій назві Гуадалканалу.

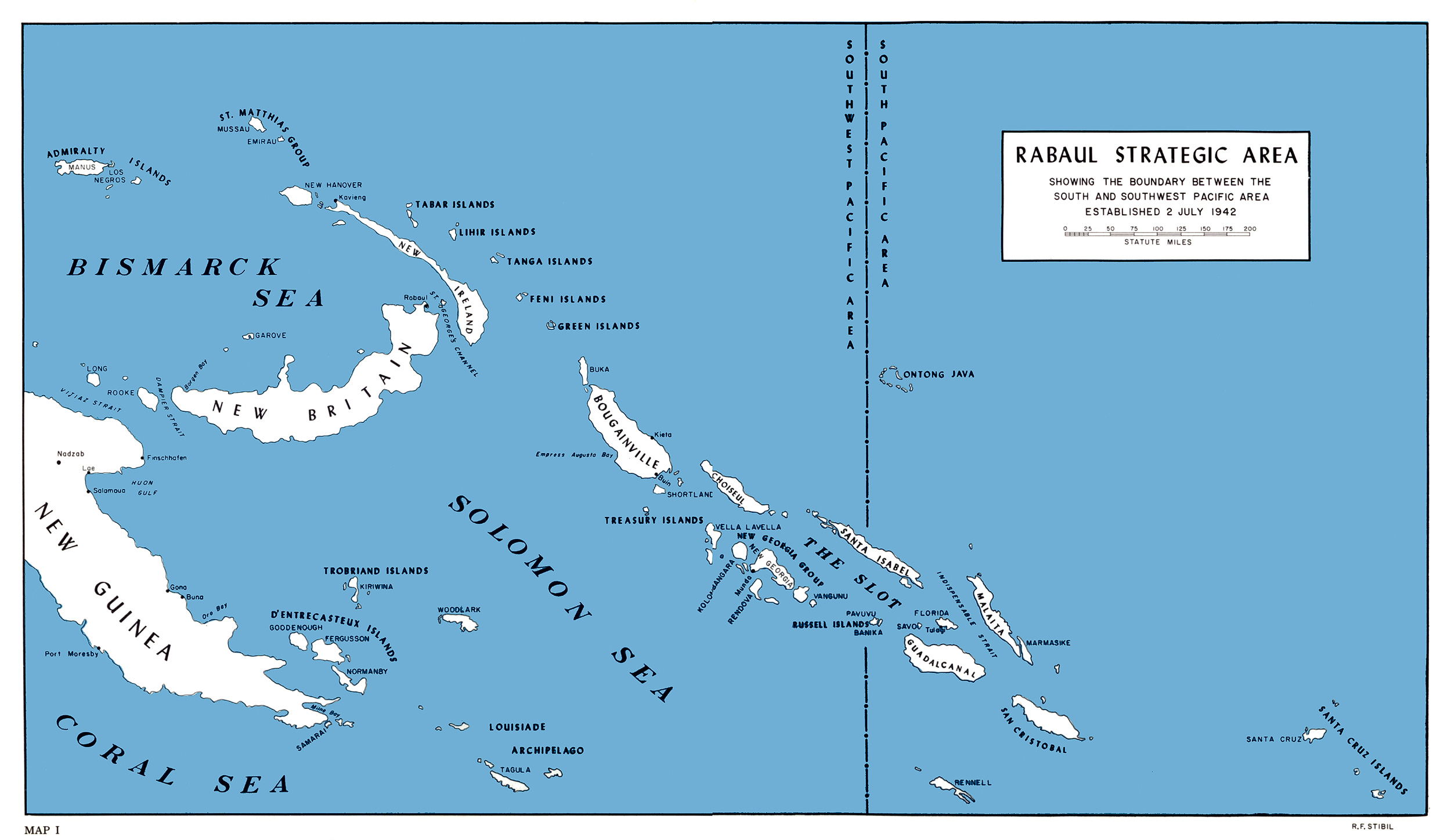
Соломонові острови, південна частина Тихого океану. Японська база в Рабаулі зверху зліва. Гуадалканал (знизу праворуч) розташований в південно-східному кінці протоки «Слот».

У відповідь на висадку Союзників на Гуадалканалі, Генеральний штаб Збройних сил Японії відправив 17-ту армію, зі штаб-квартирою в Рабаулі під командуванням генерал-лейтенанта Харукіті Хякутаке, із завданням повернути Гуадалканал. На цей момент 17-та армія, задіяна в японській кампанії в Новій Гвінеї, мала в своєму розпорядженні тільки декілька підрозділів для перекидання на Південні Соломонові острови. З числа доступних підрозділів була 35-та піхотна бригада під командуванням генерал-майора Кіетаке Кавагуті, розквартирована в Палау, 4-й (Аоба) піхотний полк, що знаходився на Філіппінах і 28-й (Ітікі) піхотний полк під командуванням полковника Кіенао Ітікі, який направлявся в Японію з Гуаму. Ці підрозділи терміново почали перевозитися на Гуадалканал, але полк Ітікі, який розташовувався найближче, прибув першим. Підрозділ Ітікі «Перший елемент», який складався з 917 солдатів, висадився з есмінців біля мису Тайву в 18 милях (29 км) на схід від периметру Лунга 19 серпня.
Недооцінивши сили контингенту Союзників на Гуадалканалі, підрозділ Ітікі вранці 21 серпня пішов в атаку на позиції морських піхотинців в бухті Алігатор на східній стороні периметру Лунга. Атака Ітікі була відбита з великими втратами для атакуючих, і сьогодні відома як Бій біля річки Тенару. Всі японські солдати, крім 128-ми із 917 осіб підрозділу Ітікі «Перший елемент», загинули в бою. Ті, хто врятувався, повернулися до мису Тайву і повідомили штабу 17-ї армії про поразку, після чого було прийнято рішення про надсилання додаткових підкріплень і наказів із Рабаула.

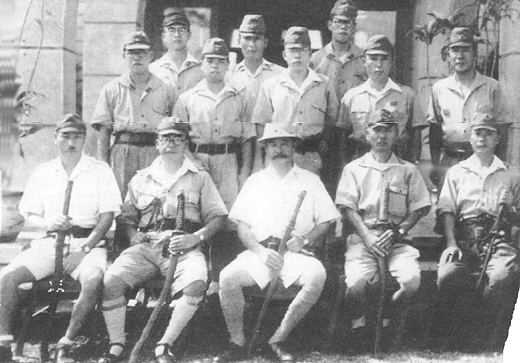
Японський генерал-майор Кіетаке Кавагуті (сидить в центрі) на груповій фотографії штаба його бригади в Палау незадовго до відправки на Гуадалканал.

23 серпня підрозділ Кавагуті прибув на острів Трук, де був завантажений на повільний транспорт для останнього відрізку шляху на Гуадалканал. Але в зв'язку з втратами, нанесеними літаками Союзників окремому військовому конвою під час битви біля Східних Соломонових островів, японці прийняли рішення не доставляти війська Кавагуті на Гуадалканал повільними транспортами; замість цього судна з солдатами були відправлені в Рабаул. Із Рабаула японці планували доставити солдатів Кавагуті на Гуадалканал есмінцями, які базувалися на Шортлендських островах. Японські есмінці зазвичай робили рейс до Гуадалканалу і назад по протоці Слот протягом однієї ночі, мінімізуючи можливість повітряних атак Союзників.
З 29 серпня по 7 вересня японські есмінці, які отримали назву «Токійський експрес» від солдатів Союзників, і конвой з повільних барж доставили 6 000 солдатів бригади Кавагуті, включаючи залишки солдатів батальйону Ітікі (другий ешелон) і більшу частину полку Аоба, на Гуадалканал. Генерал Кавагуті і 5 000 його солдатів висадилися в 30 кілометрах (20 миль) на схід від периметру Лунга на мисі Тайву. Ще 1 000 солдатів під командуванням полковника Акіносуке Ока висадилися на захід від периметру Лунга біля Кокумбони. В цей же час Вандегріфт продовжував вживати заходів по укріпленню периметру Лунга. З 21 серпня по 3 вересня він перекинув три батальйони морської піхоти, в тому числі 1-й рейдерський батальйон під командуванням підполковника Мерітта Едсона (рейдери Едсона) з Тулагі і Гавуту на Гуадалканал.

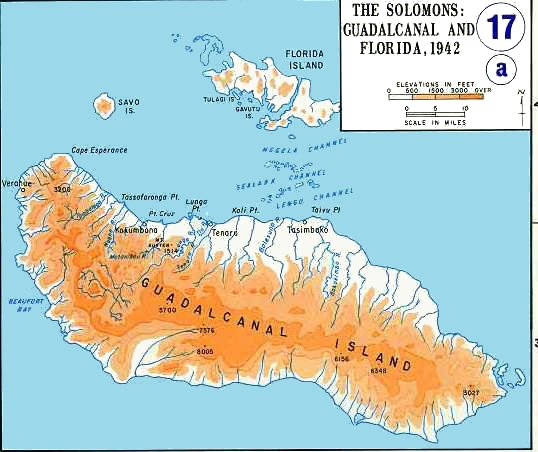
Гуадалканал. Оборонні позиції морської піхоти розташовані навколо мису Лунга (в центрі зліва на карті). Річка Матанікау, мис Крус і поселення Кокумбона, де знаходилася більша частина японських військ, знаходяться на заході від мису Лунга.

Головні сили Кавагуті, що нараховували 3 000 солдатів почали наступ на хребет з півдня від аеродрому 12 вересня, ця битва ввійшла в історію як Битва за хребет Едсона. Після численних лобових атак наступ Кавагуті було відбито із значними втратами для японців, які почали відступ через джунглі 14 вересня. Батальйон Окі атакував із західної, а батальйон «Кума» зі східної сторони, проте їх атаки також були відбиті морськими піхотинцями в ці два дні. Кавагуті наказав своїм підрозділам відступити на захід до долини Матанікау і з'єднатися з батальйоном Оки, який відступав від західного периметру Лунга. Більша частина солдатів Кавагуті досягла річки Матанікау 20 вересня.
В той час, коли японські війська перегруповувались біля Матанікау, американці зосередилися на укріпленні позицій по периметру Лунга. 18 вересня американський морський конвой доставив 4 157 солдатів 3-ї Тимчасової бригади морської піхоти (7-й полк морської піхоти США) на Гуадалканал. Ці підкріплення дозволили Вандегріфту, починаючи з 19 вересня, організувати безперервну лінію оборони по периметру Лунга.
Японці повільно почали готуватися до наступного наступу на Гендерсон-філд. 3-й батальйон 4-го (Аоба) піхотного полку висадився в бухті Камімбо на західному кінці Гуадалканалу 11 вересня, надто пізно, щоб приєднатися до наступу Кавагуті на позиції морської піхоти. Проте пізніше батальйон приєднався до підрозділу Оки біля Матанікау. Наступні рейси Токійського експресу, починаючи з 15 вересня, доставили продовольство і боєприпаси, а також 280 солдатів 1-го батальйону полку Аоба до Камімбо на Гуадалканал.
Генерал-лейтенант морських піхотинців Вандегріфт і його штаб були проінформовані, що солдати Кавагуті відступили на захід до Матанікау і багато чисельні розрізнені групи японських солдатів були розсипані між периметром Лунга і річкою Матанікау. В двох попередніх рейдах морських піхотинців 19 і 27 серпня частина японських солдатів була знищена в цьому районі, але не було відвернуто збір відступаючих і створення оборонних позицій японськими військами, що загрожували західній стороні периметру Лунга. Тому Вандегріфт вирішив провести серію операцій невеликими підрозділами в районі долини Матанікау. Метою цих операцій була «зачистка» розрізнених груп японських солдатів на схід від Матанікау, щоб запобігти їх з'єднанню з основними силами японських військ в безпосередній близькості від оборонних позицій морської піхоти біля мису Лунга. Для першої операції був виділений 1-й батальйон 7-го полку морської піхоти під командуванням підполковника Честі Пуллера, дата початку операції була призначена на 23 вересня. Операцію підтримував артилерійський вогонь 11-го полку морської піхоти.

## Вересневі бої

### Перед боєм

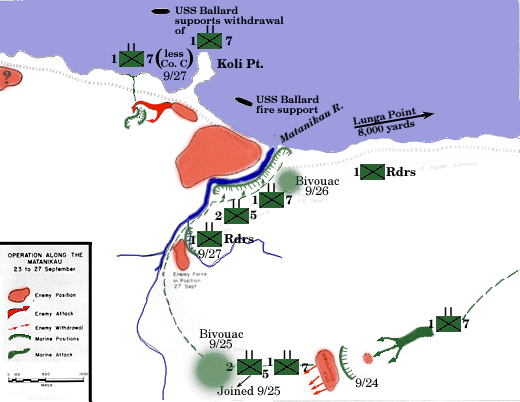
Карта боїв біля річки Матанікау, 23-27 вересня. Зеленим відмічено положення і пересування морської піхоти, червоним — японські позиції і переміщення. Мис Крус неправильно позначений як мис Колі, а есмінець «Монссен», який прикривав операцію, як «Баллард».

Планом морської піхоти передбачалось, що батальйон Пуллера повинен направитися на захід від периметру Лунга, піднятися на велику височину, яка називалась гора Остін, перетнути річку Матанікау, а потім прочесати місцевість між Матанікау і поселенням Кокумбона. В той же самий час 1-й рейдерський батальйон під командуванням підполковника Самюеля Гріффіта повинен був перетнути гирло річки Матанікау для зачистки території між річкою, Кокумбоной і Тасафаронгою, що знаходилася західніше. Морські піхотинці вважали, що на цьому просторі знаходилося близько 400 японських солдатів.
Кількість японських сил в долині Матанікау в дійсності була набагато більшою, ніж вважали морські піхотинці. Очікуючи, що Союзники можуть здійснити спробу висадки великого амфібійного десанту недалеко від річки Матанікау, Кавагуті відправив 124-й піхотний полк Оки, який нараховував близько 1 900 бійців, на захист Матанікау. Ока розташував свій батальйон «Майдзуру» навколо бази на горі Остін і вздовж західного і східного берегів річки Матанікау. Решта бійців Оки були розташовані на захід від Матанікау, але їхня позиція давала можливість швидко відреагувати на будь-який наступ Союзників в цьому районі. Включаючи інші японські підрозділи, розташовані біля Кокумбони, загальна кількість японських військ в районі Матанікау нараховувала 4 000 осіб.

### Хід бою
930 солдатів із батальйону Пуллера відправились на захід від периметру Лунга вранці 23 вересня. Пізніше в той же ранок солдати Пуллера натрапили на два японські патрулі, які були відправлені на розвідку оборонних позицій морської піхоти біля мису Лунга. Батальйон пізніше розбив табір на ночівлю і приготувався до сходження на гору Остін наступного дня.
В 17:00 24 вересня солдати Пуллера піднялися по північно-східному схилу гори Остін, неочікувано напали і вбили 16 відпочиваючих японських солдатів. Звуки сутички почули декілька рот батальйону «Майдзуку», що знаходився поблизу. Солдати «Майдзуру» швидко атакували морських піхотинців Пуллера, які сховалися і відкрили вогонь у відповідь. За наказом Оки японці повільно відійшли до річки Матанікау, і до сутінків бій завершився. Морські піхотинці нарахували 30 мертвих японців і втратили 13 вбитих і 25 поранених. Пуллер передав радіограму в штаб і запросив допомоги в евакуації поранених. Вандегріфт відповів, що відправить 2-й батальйон 5-го полку морської піхоти (2/5) на підсилення наступного дня.

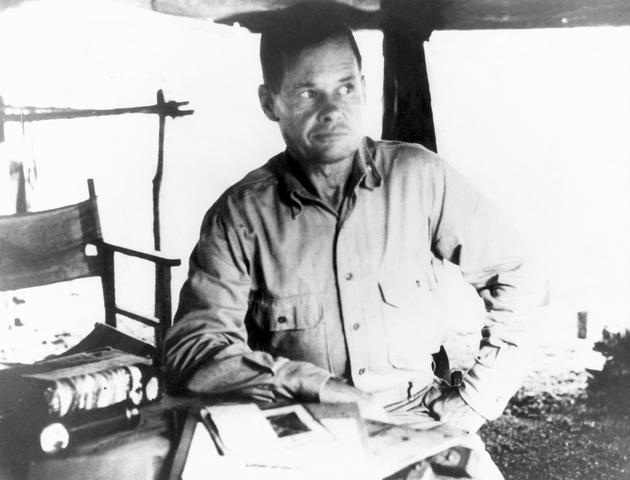
Підполковник американської морської піхоти Честі Пуллер на Гуадалканалі в вересні 1942

2/5 під командуванням підполковника Девіда Макдугала зустрівся з підрозділом Пуллера вранці 25 вересня. Пуллер відіслав поранених до периметру Лунга з трьома ротами свого батальйону і продовжив місію з ротою «С», своїм штабом і 2/5; вони розташувалися табором на ніч між горою Остін і річкою Матанікау.
Вранці 26 вересня солдати Пуллера і Макдугала досягли річки Матанікау і спробували перетнути її через міст, побудований раніше японцями. В зв'язку з опором близько 100 японських солдатів біля мосту, морські піхотинці замість переправи продовжили рухатися на північ вздовж східного берегу Матанікау до піщаної коси в гирлі річки. Солдати Оки відбили атаку морських піхотинців, що намагалися перейти Матанікау по піщаній косі, а ще одну спробу пройти по мосту пізно ввечері. В той самий час батальйон рейдерів Гріффіта разом з Мерітом Едсоном, командиром 5-го полку морської піхоти, з'єдналися з солдатами Пуллера і Макдугала в гирлі Матанікау.

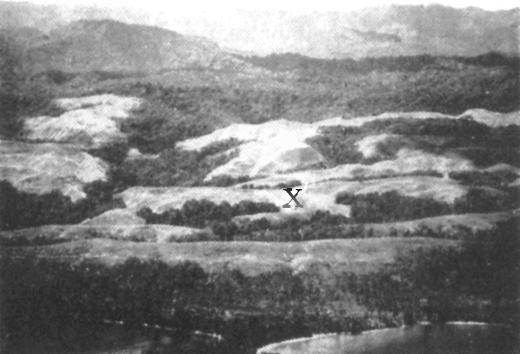
Вид району мису Крус в напрямку на південь. Три роти батальйону Пуллера висадились трохи правіше мису Крус, це місце видно на фотографії (внизу на передньому плані) і зайняли Висоту 84 (відмічена «х») до того, як їх оточили японські війська

Едсон приніс їм придуманий нашвидкуруч план атаки, автором якого в більшій мірі був підполковник Мерріл Б. Твінінг, член штабу дивізії Вандегріфта, який наказував рейдерам Гріффіта разом з ротою Пуллера перетнути міст через Матанікау, а потім обійти з флангів японців біля гирла річки з південної сторони. В той же час батальйон Макдугала повинен був атакувати по піщаній косі. При успішному завершенні атак залишки батальйону Пуллера повинні були завантажитися на катер на захід від мису Крус і завдати раптового удару по ар'єргарду японців. Літаки з Гендерсон-філд і артилерія 75-мм і 105-мм гаубиць повинна була прикривати операцію. Наступ морської піхоти було заплановано на наступний день, 27 вересня.
Морські піхотинці пішли в наступ вранці 27 вересня але не змогли значно просунутися. Рейдери Гріффіта не змогли пройти по мосту через Матанікау, зазнаючи втрат, в тому числі загинув майор Кеннет Д. Бейлі і був поранений Гріффіт. Спроба рейдерів обійти по флангу вище за течією також провалилась. Японці, підрозділи яких біля гирла Матанікау вночі отримали підкріплення у вигляді окремих рот 124-го піхотного полку, відбили атаки бійців Макдугала.
В результаті «спотворених» повідомлень від Гріффіта через японський авіа наліт на Гендерсон-філд, при якому мережа комунікацій морської піхоти була розірвана, Вандегріфт і Едсон вважали, що рейдери успішно форсували Матанікау. В результаті батальйону Пуллера було наказано продовжувати заплановану висадку на захід від мису Крус. Три роти батальйону Пуллера під командуванням майора Ото Роджерса висадилися з дев'яти десантних катерів на захід від мису Крус в 13:00. Морські піхотинці Роджерса висадилися на острів і захопили хребет, позначений на картах як Висота 84, в 600 ярдах (550 м) від місця висадки. Ока, розуміючи складність положення, наказав своїм солдатам оточити морських піхотинців Роджерса із заходу і сходу.

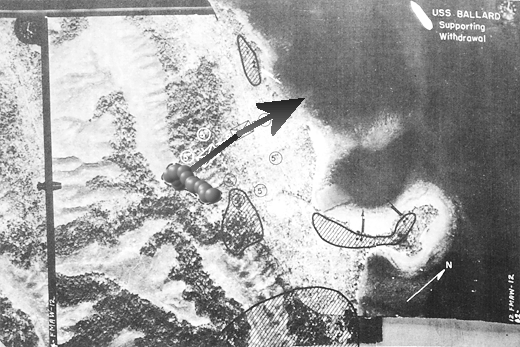
Карта, накладена на аерофотозйомку району мису Крус. Показаний відступ морської піхоти з хребта (в центрі) до узбережжя для відходу на десантних катерах (чорна стрілка). Заштрихованими областями позначені японські позиції. Есмінець Монссен, який прикриває відступ, неправильно позначений як Баллард.

Незабаром після зайняття позицій на хребті солдати Роджерса опинилися під вогнем підрозділів Оки з двох напрямків. Майор Роджерс загинув від розривання мінометного снаряду, який розірвав його навпіл. Командування прийняв капітан Чарльз Келлі, командир однієї із рот, який розмістив морських піхотинців по периметру навколо хребта, щоб дати відсіч. Морські піхотинці на Висоті 84 не мали радіозв'язку, і не могли викликати допомогу. Морські піхотинці білими сорочками виложили слово «H-E-L-P» на хребті. «Даунтлес» ВВС «Кактус» (кодова назва літаків Союзників, що базувалися на Гендерсон-філд), який прикривав операцію, помітив повідомлення і передав про це Едсону по радіо.
Едсон отримав повідомлення від батальйону рейдерів про те, що той не зміг форсувати Матанікау. Едсон в розмові з ними констатував: «Я вважаю, що ми краще відкличемо їх. Вони не бачать можливості форсувати річку.» Пуллер різко відповів: «Ви не повинні кидати цих солдатів!», очевидно, посилаючись на те, що його солдати попали в засаду на західній стороні Матанікау і «штурмували» в напрямку пляжу, де за допомогою свого особистого зв'язківця Пуллер міг викликати есмінець «Монссен» для прикриття операції. Знаходячись на борту «Монссена», Пуллер і есмінець привели десять десантних катерів до мису Крус і налагодив зв'язок з Келлі на хребті сигнальними прапорами.
В той же самий час переміщувались на позицію, яка повністю відрізала морських піхотинців на Висоті 84 від берега. Тому «Монссен», якого координував Пуллер, почав обстрілювати шлях між хребтом і берегом. Через близько 30 хвилин вогню есмінця шлях до відступу морських піхотинців до берега був розчищений. Незважаючи на деякі втрати від власного артилерійського вогню, більша частина морських піхотинців досягла берега біля мису Крус до 16:30. Солдати Оки відкрили вогонь по морських піхотинцях на березі, намагаючись завадити їх успішній евакуації, і екіпажі берегової охорони США, які керували десантними катерами, відповіли вогнем, прикриваючи відступ морської піхоти. Під вогнем морські піхотинці завантажились на десантні катери і успішно повернулися до периметру Лунга, на чому операція була завершена. Сигнальник першого класу берегової охорони Дуглас Мунро, який командував групою катерів Хіггінса, і загинув, прикриваючи вогнем свого десантного катеру морських піхотинців під час евакуації, посмертно був нагороджений Медаллю Пошани за свої дії під час бою; на сьогодні це єдиний військовослужбовець Берегової охорони, який отримав цю нагороду.

### Подальші події

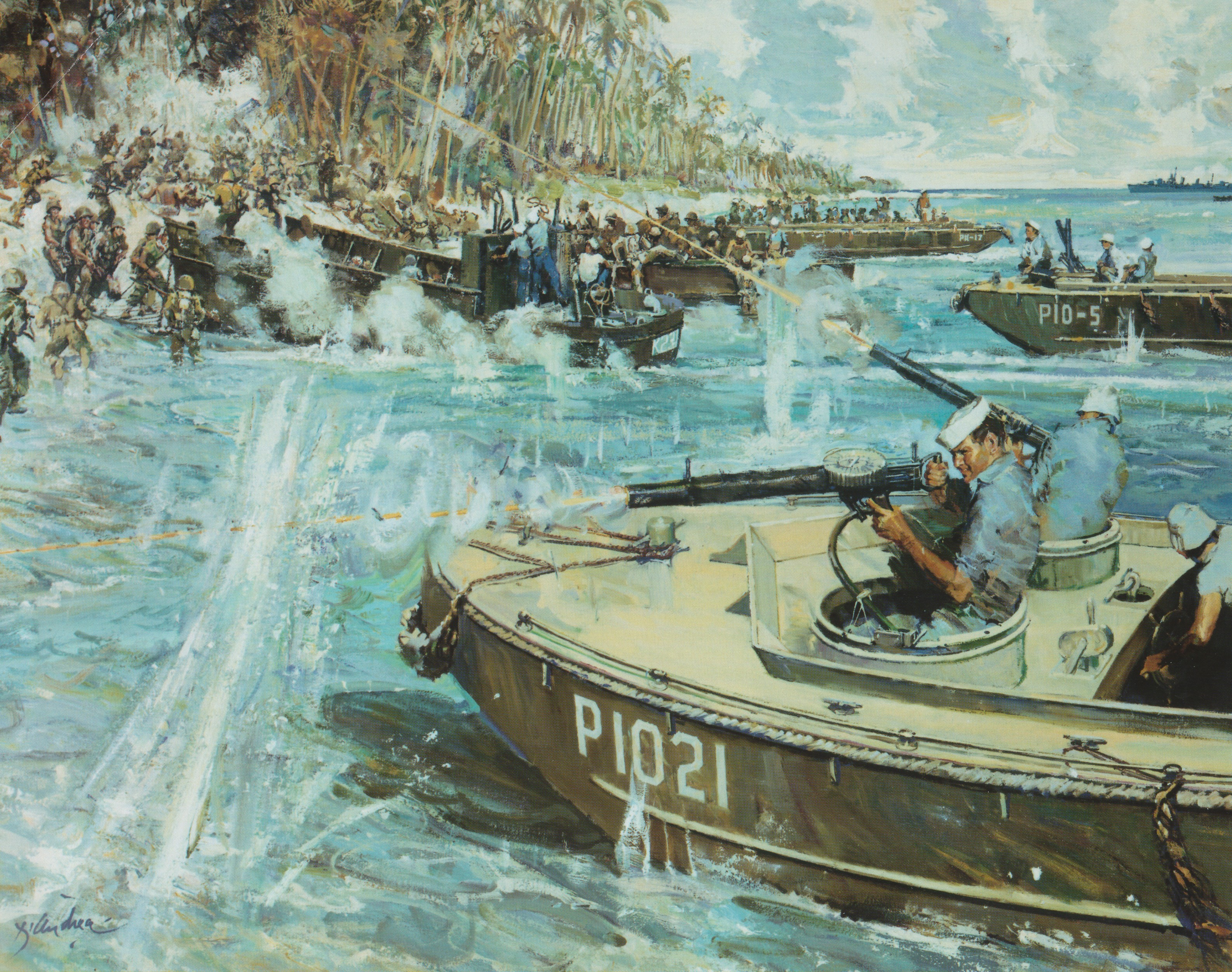
Малюнок, що зображує екіпаж десантного катера Берегової охорони, яка прикриває евакуацію морських піхотинців під вогнем ворога біля мису Крус, острів Гуадалканал 27 вересня 1942 року

Результати боїв були сприятливі для японців, які все ще приходили до тями після поразки на хребті Едсона двома тижнями раніше. Солдати Лки нарахували тіла 32-х морських піхотинців біля Висоти 84, і захопили 15 гвинтівок та декілька кулеметів, які залишили американці. Генерал-майор Акісабуро Футамі, начальник штабу 17-ї армії в Рабаулі, відмітив в своєму щоденнику, що цей бій був першою гарною звісткою після прибуття японців на Гуадалканал.
Ця операція, яка стала ганьбою американської морської піхоти, призвела до «переведення стрілок» серед командирів морської піхоти, оскільки вони намагались покласти провину на когось іншого. Пуллер звинуватив Гріффіта і Едсона, Гріффіт звинуватив Едсона, Твіннінг звинуватив Пуллера і Едсона. Полковник Джеральд Томас, офіцер штабу Вандегріфта, звинуватив Твіннінга. Морські піхотинці, проте, зробили відповідні висновки, і ця поразка стала єдиною поразкою такого масштабу під час Гуадалканальської кампанії.

## Жовтневі бої

### Перед боями
Японці продовжили нарощування контингенту на Гуадалканалі, готуючи запланований на кінець жовтня значний наступ. З 1 по 5 жовтня Токійський експрес доставив солдатів 2-ї піхотної дивізії, в тому числі її командира генерал-лейтенанта Масао Маруяму. Ці війська включали підрозділи 4-го, 16-го і 29-го піхотних полків. При спробі використати перевагу, отриману під час вересневих боїв в районі Матанікау, Маруяма розташував три батальйони 4-го піхотного полку і додаткові підрозділи підтримки під командуванням генерал-майора Юміо Насу вздовж західного берега річки Матанікау південніше від мису Крус і три роти 4-го піхотного полку на східному березі річки. Виснажені солдати Оки були відведені безпосередньо з району Матанікау. Японські підрозділи на східному березі річки повинні були допомогти підготувати позиції, з яких важка артилерія могла вести обстріл оборонного периметру в районі мису Лунга.
Маючи інформацію про активність японських військ в районі Матанікау, американські морські піхотинці приготувались до нового наступу з метою відкинути японських солдатів на захід і подалі від долини річки Матанікау. Пам'ятаючи уроки вересневої операції, цього разу морські піхотинці підготували акуратно скоординований план спільних дій п'яти батальйонів: двох з 5-го полку морської піхоти, двох з 7-го полку морської піхоти і одного з 2-го полку морської піхоти, підсилених розвідниками і снайперами (так званої групи Велінга за іменем їх командира полковника Вільяма Дж. Велінга). Батальйони 5-го полку морської піхоти повинні були атакувати через гирло річки Матанікау, в той час як три інші батальйони повинні були перетнути річку Матанікау через міст, повернути на північ і спробувати зловити в пастку японські війська між собою і батальйонами на березі. В той же самий час штаб дивізії морської піхоти планував повністю контролювати хід операції і організовувати надійне прикриття операції артилерією і авіацією.

### Хід бою
Вранці 7 жовтня два батальйони 5-го піхотного полку почали наступ на захід від периметру Лунга в напрямку до Матанікау. При підтримці вогню прямою наводкою 75-мм гармат, встановлених на всюдиходах, а також за участю виділених солдатів із 1-го рейдерського батальйону, морські піхотинці загнали 200 солдатів японської 3-ї роти 1-го батальйону 4-го піхотного полку на невеличкий простір на східній стороні річки Матанікау в 400 ярдах (370 м) від гирла річки. Японська 2-га рота намагалася прийти на допомогу своїм товаришам із 3-ї роти, яка не могла перетнути Матанікау і несла втрати від гарматного вогню морської піхоти. Тим часом два батальйони 7-го полку морської піхоти і група Велінга досягли позицій на східній стороні мосту не зустрівши опору і встали табором на ніч.

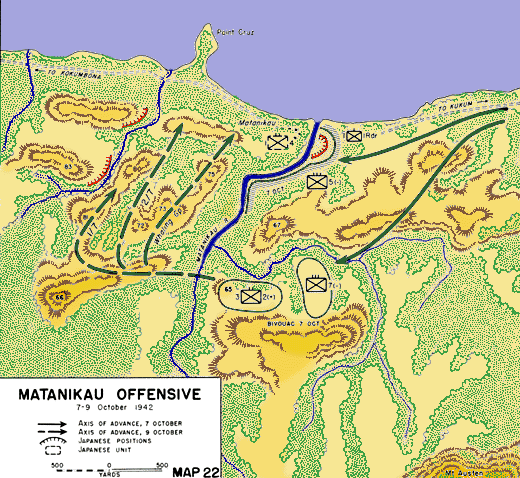
Карта наступу морської піхоти США в районі Матанікау, 7-9 жовтня 1942 року

Забувши про наступ морської піхоти США, генерал Насу відправив 9-ту роту 3-го батальйону 4-го піхотного полку через Матанікау ввечері 7 жовтня. Командир японського полку отримав інформацію про операції морської піхоти близько 03:00 8 жовтня і терміново наказав своїм 1-му і 2-му батальйонам перейти ближче до річки, щоб протистояти операції морської піхоти.
Злива 8 жовтня сповільнила форсування Матанікау морськими піхотинцями 7-го полку і групою Велінга. Ближче до вечора американський 3-й батальйон 2-го полку морської піхоти досягнув першого хребта на захід від Матанікау на відстані близько милі (2 км) від мису Крус. Навпроти їх позицій на східному березі річки рота Н американського 2-го батальйону 5-го полку морської піхоти, не маючи інформації, підійшла до позицій між японською 9-ю ротою на східному березі і залишками японського 3-го батальйону на західному березі та була змушена відступити. В результаті морські піхотинці зупинили своє просування з приходом ночі і приготувались продовжувати його наступного дня. Не знаючи, що морська піхота загрожувала їх позиціям на західному березі Матанікау, японські командири, включаючи Маруяму і Насу, наказали своїм підрозділам залишатися на місці.
Вночі залишки японської 3-ї роти близько 150 бійців, зробили спробу вирватися із оточення і перетнути косу в гирлі Матанікау. Солдати 3-ї роти напали на два взводи 1-го батальйону рейдерів, які не очікували атаки в цьому напрямку, і в результаті рукопашної сутички загинуло 12 морських піхотинців та 59 японців. Решта солдатів 3-ї роти змогли перетнути річку і дістатися до позицій своїх військ. Згідно Френку Дж. Гідону, морському піхотинцю, що брав участь в бою, «сутичка була справжнім пеклом. Було чути крики та лемент поранених і вмираючих; гвинтівки стріляли і кулемети трасуючими кулями в нічній суміші туману, диму і природної темряви. Справжня арена смерті.»

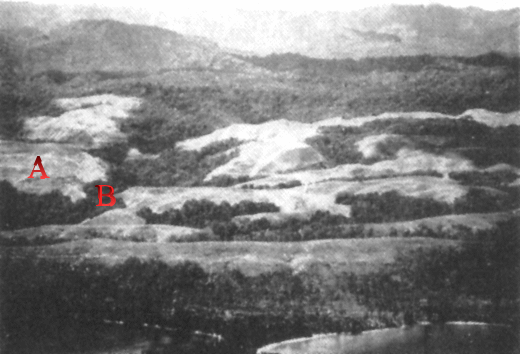
9 жовтня, батальйон Пуллера, що знаходився на хребті, відмічений червоною «А», попав в пастку в лісистій ущелині, японський 2-й батальйон 4-го піхотного полку відмічений червоною «В»

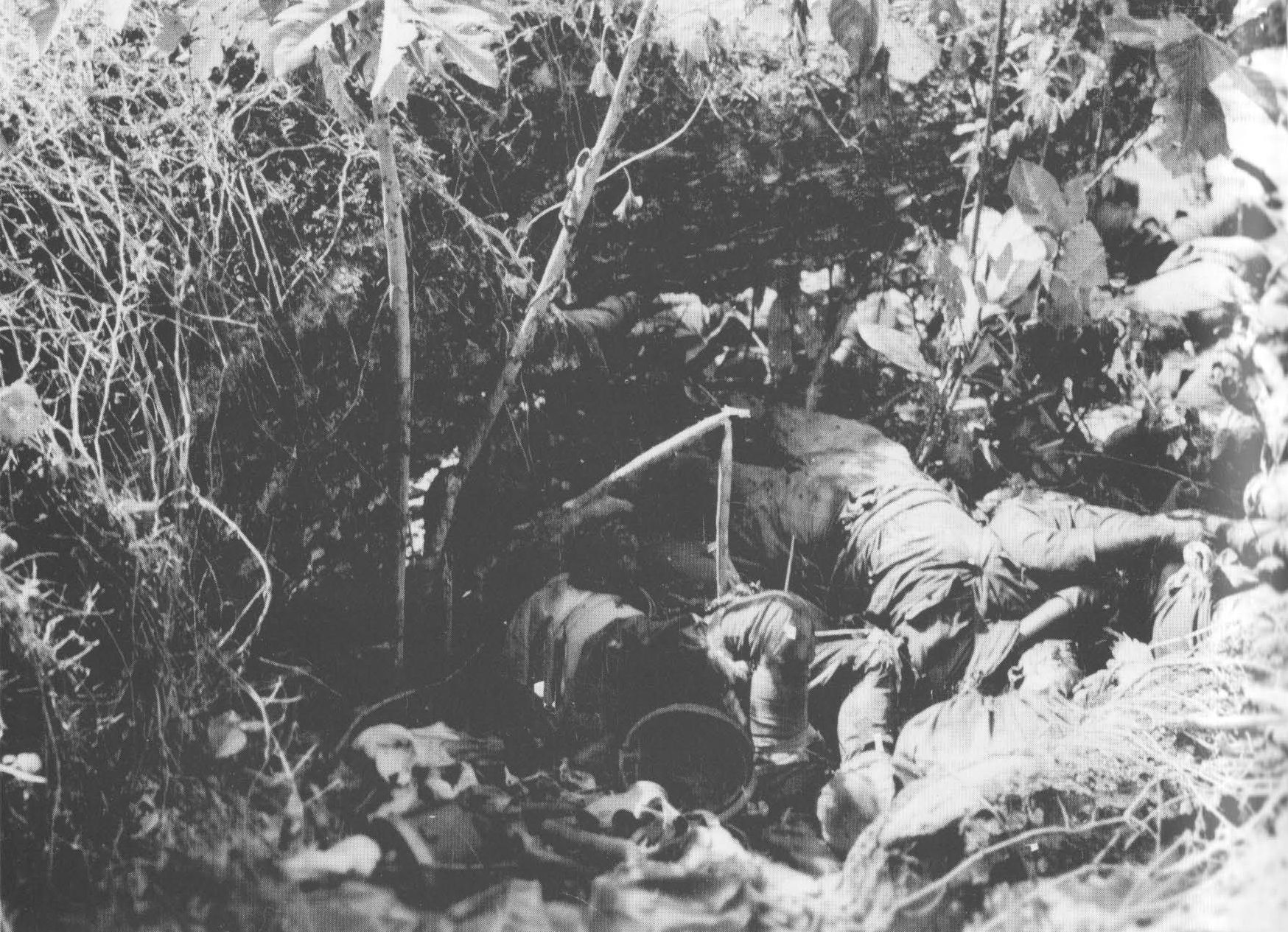
Мертві японські солдати, що лежать в ущелині, вбиті солдатами Пуллера 9 жовтня

Вранці 9 жовтня морська піхота США відновила наступ на захід від Матанікау. Група Велінга і 2-й батальйон 7-го полку морської піхоти під командуванням підполковника Германа Ханнекена підійшли до берегової лінії біля мису Крус і піймали в пастку велику кількість японських солдатів між своїм загоном і річкою Матанікау, де японці зазнали значних втрат від артилерії і бомбардувань авіації. Далі на захід 1-й батальйон Пуллера 7-го полку морської піхоти зловив в пастку японський 2-й батальйон 4-го піхотного полку в лісистій ущелині. Після виклику масованого артилерійського вогню в ущелину Пуллер, крім того, відкрив вогонь з мінометів свого батальйону, щоб створити, за словами Пуллера, «машину для знищення». Попавши в пастку японські солдати декілька разів намагалися вирватися, піднявшись по протилежній стороні ущелини, але тільки несли втрати від щільного вогню гвинтівок і кулеметів морської піхоти. Отримавши розвідувальні дані про те, що японці планують масштабний раптовий наступ в якійсь частині Гуадалканалу, Вандегріфт наказав всім підрозділам морської піхоти західніше Матанікау закінчити місію і повернутися на східний берег річки, що і було виконано до вечора 9 жовтня.

### Закінчення бою і значення
Наступ морської піхоти завдав значної шкоди японському 4-му піхотному полку, при цьому загинуло близько 700 японських солдатів. Під час цієї операції загинуло 65 морських піхотинців.
Вночі 9 жовтня, коли завершилася операція морської піхоти біля Матанікау, командуючий 17-ю японською армією генерал-лейтенант Харукіті Хякутаке висадився на Гуадалканал, щоб особисто командувати японськими військами в запланованому на кінець жовтня великому наступі. Хякутаке негайно був проінформований про втрати японських позицій на східному березі Матанікау і знищені одного з батальйонів 4-го піхотного полку. Хякутаке повідомив погані новини безпосередньо в штаб Армії в Токіо, де генерал-лейтенант Морітаке Танабе відмітив в своєму щоденнику, що втрата позицій біля Матанікау стала «дуже поганим знаменням» для запланованого на жовтень наступу.
Японці визначили, що відновлення своєї присутності на східному березі Матанікау проблематично виходячи із термінів і кількості необхідних для цього солдатів. В результаті японці в своєму плані призначеного на кінець жовтня наступу передбачили відправку великої кількості своїх військ в тривалий і важкий перехід для атаки позицій морської піхоти біля мису Лунга. Цей тривалий перехід, який розпочався 16 жовтня, так знесилив японські війська, що пізніше був визнаний одним з головних факторів, що призвели до поразки в битві за Гендерсон-Філд 23-26 жовтня 1942 року. Таким чином, поразка японців і втрата позицій біля Матанікау мала тривалі стратегічні наслідки і внесла важливий внесок в перемогу Союзників в Гуадалканальській кампанії.

### Додаткова література
- Hersey, John (2002 (Paperback edition)). Into the Valley: Marines at Guadalcanal. Bison Books. ISBN 0803273282.
- Smith, George W. (2003). The Do-or-Die Men: The 1st Marine Raider Battalion at Guadalcanal. Pocket. ISBN 0743470052.
- Twining, Merrill B. (1996). No Bended Knee: The Battle for Guadalcanal. Novato, CA, USA: Presidio Press. ISBN 0-89141-826-1.